# 육의전

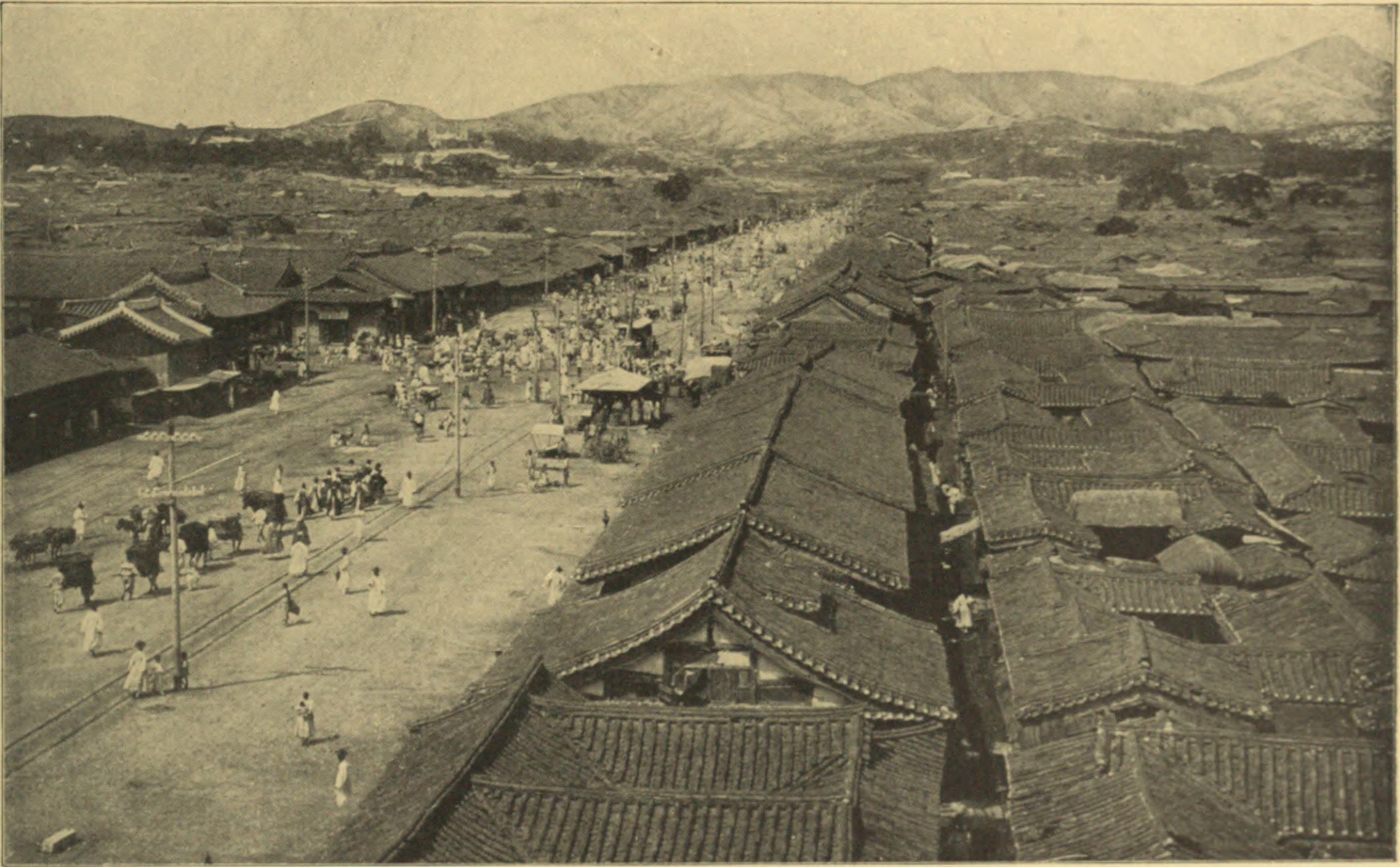
육의전이 들어선 종로의 모습 (1908년)

육주비전(六注比廛)은 조선시대 서울 종로에 자리 잡고 있던 여섯 가지 종류의 어용상점(御用商店)으로, 명주, 종이, 어물, 모시, 비단, 무명 등 6개 품목을 팔았다는 점에서 흔히 육의전(六矣廛)이라 불렸다. 또한 육부전(六部廛)·육분전(六分廛)·육장전(六長廛)·육조비전(六調備廛)·육주부전(六主夫廛) 등의 별칭으로도 불렸다. 
이들은 국역(國役)을 부담하는 대신에 정부로부터 강력한 특권을 부여받아 주로 왕실과 국가 의식(儀式)의 수요를 도맡아 보는 등 상품의 독점과 전매권(專賣權)을 행사, 상업 경제를 지배하면서 조선 말기까지 확고한 지위를 차지하여 왔다.

육의전 터 표지석 (현 탑골공원 앞 위치)

## 개설
원래 조선의 시전은 태종 때 설치되었는데 초기에는 상업의 규모가 비슷하여 경영과 자본에 있어서 큰 차이가 없었다.
그러나 점차 도시의 번영과 상업의 발달이 이룩되자 경영방식이 달라지고 관청에 대한 대응관계 및 규모에 따라 과세(課稅)의 비율이 정해져, 그 중 가장 많은 국역을 담당하는 전을 추려 육의전이라 하였다.
따라서 육의전의 발생 연대는 전의 국역 부담이 시작됨과 함께 생긴 것으로 보아야 할 것이다.
여기에 대하여 《증보문헌비고(增補文獻備考)》에는 임진왜란 때 이미 국역이 시작된 것으로 기록되어 있으며,
한편으로는 대동법 실시를 전후하여 발생하였다는 주장도 있어 그 시대가 확실치 않으나 대략 조선 중기에 생겼다고 보인다.
이와 같이 육의전은 국역 부담에 따라서 특권화된 전이므로 영구불멸의 것이 아니라
관청에 대한 부담력과 정부에 필요한 물품을 조달할 수 있는 상업능력을 보유하느냐 못 하느냐에 변화를 보게 되었으며
때로는 수를 늘려 7의전 또는 8의전이 되기도 했다.

## 특징
육의전은 도중(都中)이라는 일종의 조합(組合)을 가지고 도령위(都領位)·대행수(大行首)·상공원(上公員)·하공원(下公員) 등의 직원을 두어 경시서(京市署)를 통해 관청에 납부할 물품의 종류와 수량을 각 전의 부담 능력에 따라 나누어 상납(上納), 관청과 전 사이의 종적인 연결을 도모하였다. 그런데 이때의 세액(稅額)의 비중은 외국상품·수요가 많은 물품 등에 많았으며 공물로는 세폐(歲幣)와 방물(方物)·관청의 수요에 부과되는 일시 부담금 등이 대표적인 것이었다.
이리하여 당시 재정의 궁핍을 느끼고 있던 정부는 상인의 부력(富力)에 의존하는 경향이 짙어지고 한편 상인들은 정부의 권력을 이용하여 자본의 축적을 꾀하려고 하니 여기에 양자 간에는 일종의 대상관계(對象關係)가 성립하였고, 정부는 육의전에게 공납을 받는 대신에 강력한 특권을 부여하였다. 그 중 대표적인 것은 자금의 대여, 외부압력으로부터의 보호, 난전(亂廛)의 금지 등이다. 특히 난전을 금하게 한 사실은 육의전이 갖는 최대의 특권으로서 상권(商權)을 완전히 독점하고 길드적인 권력을 갖게 하였다.

## 폐단 및 소멸
그러나 특권이 강화될수록 의무도 가중하여 육의전의 상품 독점은 한편으로는 정부 관리의 부정·부패의 기회를 마련하고 신흥 기업가를 봉쇄하여 상공업의 발전을 근본적으로 위축시키는 폐단을 가져왔다.
개항 이후 조선에도 선진 자본주의 국가의 값싼 상품이 들어오자 정부는 이를 막을 힘을 잃은 채 봉건사회에서만 가능했던 육의전의 생명은 점차 끊어지기 시작하여 갑오개혁 후에는 누구나 자유로운 상업을 영위하게 되었다.

## 같이 보기
- 시전
- 난전
- 금난전권